# Blake Lively
Blake Lively (anglès: Blake Ellender Lively)  (Tarzana, 25 d'agost de 1987) és una actriu i model estatunidenca, coneguda per interpretar la multimilionària Serena Van der Woodsen a la sèrie Gossip Girl.

## Biografia

### Família
Lively es va criar a Tarzana, Califòrnia, en una família molt unida en el negoci de l'espectacle. El seu pare, Ernie, era un veterà actor i director de Hollywood, la seva mare, Elaine, un agent de talent. Blake era la més jove de cinc germans, un grup que incloïa als seus germans actors Jason i Eric i germanes actrius Robyn i Lori.

### Carrera com a actriu
Als cinc anys, va perdre un important paper en la comèdia de Robin Williams, la senyora Doubtfire (1993), però va ser un dels dos finalistes. Els seus pares van tractar d'alleujar qualsevol possible nerviosisme dient-li al jove animat que ella estaria actuant enfront del seu germà bessó Williams en el seu audició.
Lively va participar en la pel·lícula Sandman (1998) i set anys més tard va interpretar a Bridget en la pel·lícula Un per a totes (2005), per la qual cosa va rebre el premi Teen Choice Award (Choice Movie Breakout - Femení).
Un any més tard va participar en les pel·lícules Accepted (per la qual va ser premiada amb l'Hollywood Life al desembre de 2006) i Elvis and Anabelle. El 2008 va participar en The Sisterhood of the Traveling Pants 2, compartint de nou el protagonisme amb Alexis Bledel, America Ferrera i Amber Tamblyn. El 2010 va fer un cameo en el videoclip d'"I just had sex", del grup The Lonely Island, i el 2011 va coprotagonitzar Green Lantern al costat de Ryan Reynolds.

## Vida personal

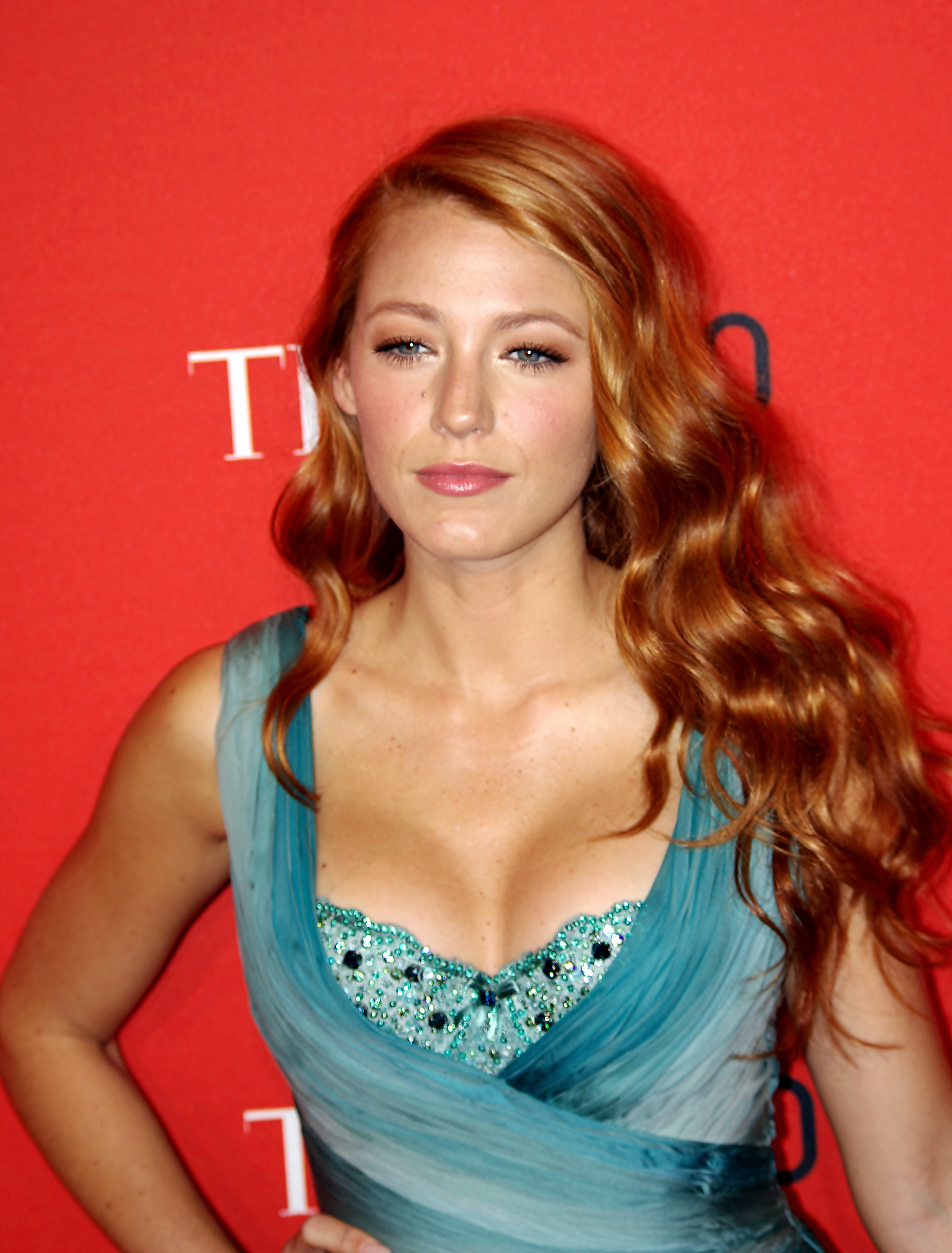
Blake Lively

Lively va mantenir una relació amb l'actor, i amic de la infància, Kelly Blatz des de 2004 fins a 2007. En aquest mateix any van començar a circular rumors sobre una possible relació entre ella i el seu company en Gossip Girl Penn Badgley, que a més va ser un antic company de classe. Va ser al maig de 2008 quan People va publicar unes fotos de tots dos besant-se durant unes vacances a Mèxic, sent la relació una de les favorites dels tabloides. A l'octubre de 2008, Lively i Badgley van aparèixer a Moveon.org en suport de la campanya presidencial d'Obama. Malgrat això, la parella va trencar en 2010 continuant amb una amistat. A la fi de maig de 2011 es va veure al costat de Leonardo DiCaprio a Itàlia. Dies després es va confirmar que són parella. La relació va acabar a l'octubre d'aquest mateix any. Actualment manté una relació sentimental amb el també actor Ryan Reynolds, onze anys major que ella.
Com a curiositat, l'actriu va admetre ser fanàtica de les bosses: "jo probablement en tinc unes 60" li va dir a un reporter. El dissenyador Karl Lagerfeld la va escollir com a nou rostre de la bossa "Mademoiselle" de Chanel a principis de 2011.
També és amant del videojoc Guitar Hero. Ha estat rostre de la

## Filmografia

### Cinema

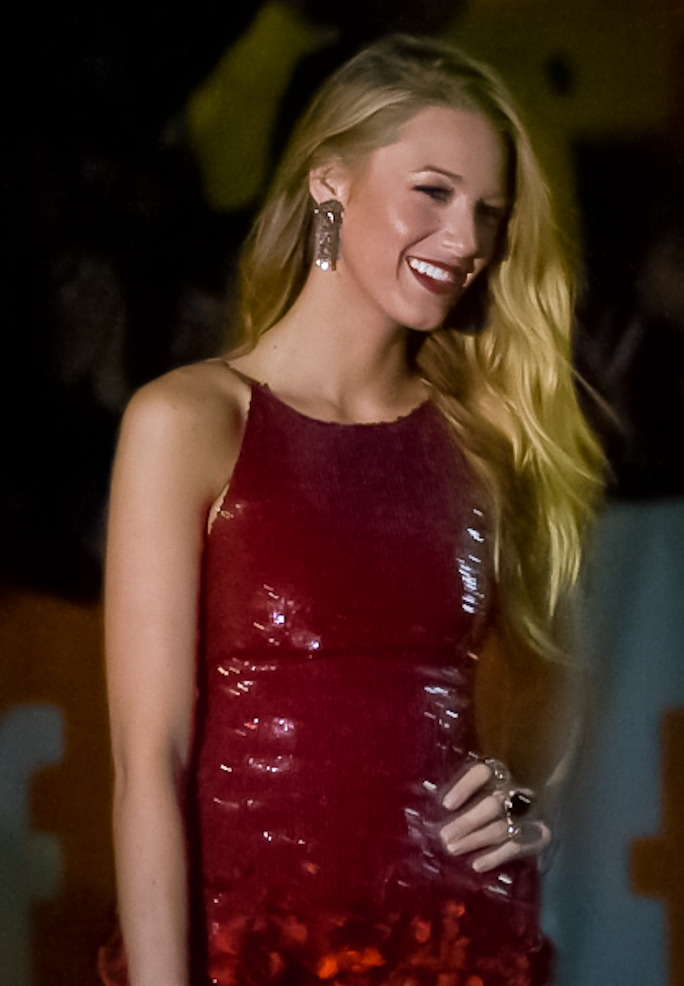
Blake Lively a l'estrena de The town: Ciutat de lladres (2010)

- Sandman (1998) - Trixie/Tooth Fairy
- Un per a totes (The Sisterhood of the Traveling Pants) (2005) - Bridget
- Accepted (2006) - Monica Moreland
- Simon Says (2006) - Jenny
- Elvis and Anabelle (2006) - Anabelle
- The Sisterhood of the Traveling Pants 2 (2008) - Bridget
- The Private Lives of Pippa Lee (2009) - Pippa Lee (de jove)
- New York, I Love You (2009)
- The town: Ciutat de lladres (2010)
- Linterna verde (2011) - Carol Ferris
- Hick (2011) - Glenda
- Savages (2012) - Ophelia
- The age of Adaline (2015) - Adaline
- Infierno Azul (2016) - Jaume Collet-Serra
- A Simple Favor (2018) - Emily Nelson

### Televisió
- Gossip Girl (2007-2012) com a Serena Van der Woodsen

## Premis
| Any  | Premi             | Categoria                      | Pel·lícula/Sèrie | Resultat   |
| ---- | ----------------- | ------------------------------ | ---------------- | ---------- |
| 2008 | Teen Choice Award | Choice TV Actress Drama        | Gossip Girl      | Guanyadora |
| 2008 | Teen Choice Award | Choice TV Breakout Star Female | Gossip Girl      | Guanyadora |
| 2011 | Teen Choice Award | Choice TV Actress Drama        | Gossip Girl      | Guanyadora |